# Мошковец
Мошковец (словац. Moškovec) — село, громада округу Турчянське Тепліце, Жилінський край. Кадастрова площа громади — 2.1 км².
Населення 65 осіб (станом на 31 грудня 2018 року).

## Історія
Мошковец згадується 1254 року.

## Географія
Протікає річка Веджер.

## Населення
| Рік:            | 1994. | 2004.   | 2014.   | 2024.    |
| --------------- | ----- | ------- | ------- | -------- |
| Кількість осіб: | 67    | 63      | 64      | 83       |
| Різниця:        |       | -5,97 % | +1,58 % | +29,68 % |

| Рік:            | 2023. | 2024.    |
| --------------- | ----- | -------- |
| Кількість осіб: | 69    | 83       |
| Різниця:        |       | +20,28 % |